# Spurensicherungspulver

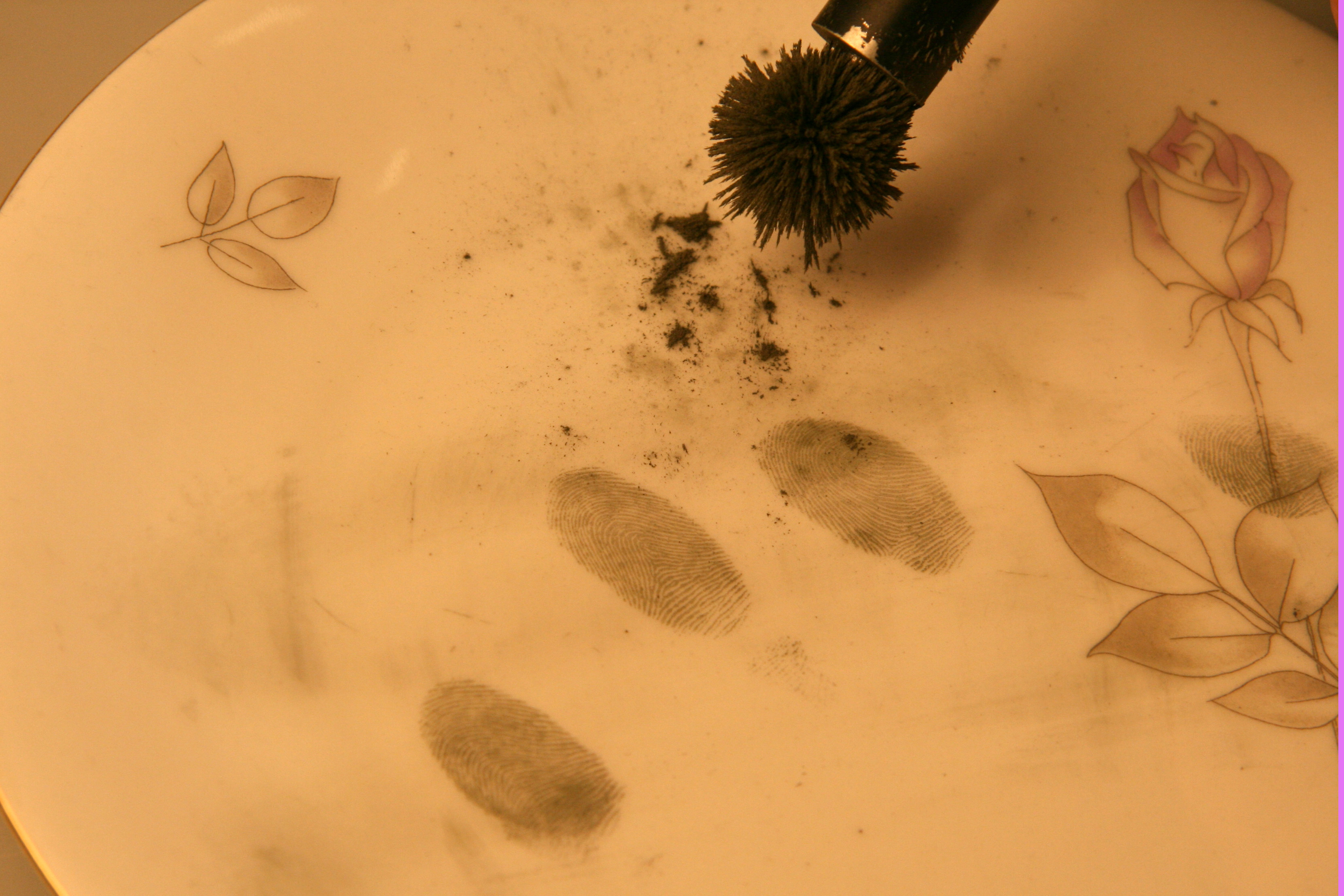
Spurensicherung mit Eisenspänen (Magna Brush)

Latente Fingerspuren werden durch das Einstaubverfahren oder durch die Einwirkung chemischer Substanzen sichtbar gemacht. Die Verwendung von Kontrastpulver kommt vor allem bei frischen Fingerspuren in Betracht. Sie nutzt den Umstand, dass die durch die Haut übertragenen Substanzen eine andere Adhäsionsfähigkeit besitzen als die Oberfläche des Spurenträgers. Diese Fähigkeit bleibt allerdings nicht unbeschränkt erhalten: Wasser und Fettsäure sind einem Verdunstungsprozess unterworfen, der durch äußere Faktoren (Wärme, Luftbewegung, Trockenheit) und die Beschaffenheit des Spurenträgers (raue oder poröse Oberfläche) beeinflusst wird.
Für das Einstaubverfahren stehen verschiedene Pinselarten zur Verfügung. Grundsätzlich werden nur sehr weiche Pinsel verwendet, z. B. der Fehhaar- und der Marabu-Pinsel. Sehr gut bewährt hat sich der Zephyr-Pinsel aus feinsten Glasfasern (mehr als 1.000 Fiber-Bündel aus jeweils über 100 einzeln behandelten Glasfasern). Seine hervorstechendsten Eigenschaften sind seine Fähigkeit, ausreichende Pulvermengen auf-zunehmen und festzuhalten, seine lange Lebensdauer und die Tatsache, dass die Faserenden durch den Gebrauch zunehmend weicher werden. Chemische Verfahren werden vor allem bei älteren Fingerspuren verwendet. Die Mittel führen bei den noch vorhandenen Schweißsubstanzen zu einer chemischen Reaktion und lassen die Spur optisch sichtbar werden.
Auch andere Fettabdrücke wie zum Beispiel von der Stirn oder einem Ohr können so sichtbar gemacht werden. Anhand dieser Abdrücke kann man den Täter zwar nicht eindeutig identifizieren, aber so lässt sich der Tathergang rekonstruieren und nach Orten für weitere Spuren suchen. Die Wahl des Mittels für die Spurensicherung hängt von den Umständen des Einzelfalles ab.

## Rußpulver
- Rußpulver:  Gebräuchlichstes Mittel zur Sichtbarmachung latenter Fingerspuren ist das Rußpulver. Es besteht aus pulverisiertem Kohlenstoff und besitzt gute Adhäsionseigenschaften. Das Pulver wird mit einem Einstaubpinsel oder Zerstäuber auf den Spurenträger aufgebracht, bis ein ausreichender Kontrast erreicht ist. Es kann auch auf den Spurenträger gestreut und durch Schütteln oder Rollen bewegt werden. Überschüssiges Pulver wird mit einem gesonderten Abstaubpinsel entfernt, abgeschüttelt oder abgeklopft. Die Reibung zwischen dem Einstaubpinsel und der Oberfläche des Spurenträgers ist so gering wie möglich zu halten. Die sichtbar gemachte Fingerspur wird mit einer durchsichtigen Klebefolie abgezogen und auf weißes Papier aufgeklebt (Tatortspurenkarte). Wird der erste Folienabzug zu intensiv, können ggf. weitere Abzüge gefertigt werden. Der Nachteil des Rußpulvers liegt darin, dass auf dunkelfarbigen Spurenträgern kein Kontrast entsteht. Rußpulver kann mit anderen Substanzen vermischt werden. Eine Mischung aus Ruß und Eisen(III)-oxid schmiert nicht so leicht bei feuchten Spuren, eine Mischung aus Ruß und Lycopodium eignet sich bei fetthaltigen Spuren.[1]

- Ruß – Eisenoxid: Diese Mischung besteht aus fünf Teilen Ruß und einem Teil pulverisiertem Eisen(III)-oxid. Sie hat ein höheres spezifisches Gewicht als Rußpulver und haftet etwas stärker. Durch die Beigabe von Eisenoxid erhält das Pulver eine rötlich-braune Farbe. Die Sichtbarmachung und Sicherung der Spur erfolgt in gleicher Weise wie beim Rußpulver.

- Ruß – Reisstärke: Die Mischung besteht aus einem Teil Ruß und drei Teilen Reisstärke. Die Mischung ist „trockener“ als das Rußpulver, weil die Stärke die Feuchtigkeit stärker aufnimmt. Die Sichtbarmachung und Sicherung der Spur erfolgt in gleicher Weise wie beim Rußpulver.

## Argentorat
Argentorat ist ein silberfarbenes, industriell hergestelltes Aluminiumpulver mit sehr hohem Feinheitsgrad; es kann auch mit Eisen- oder Kupferpulver gemischt werden. Argentorat „schmiert“ leicht; dadurch kann die Spur zerstört werden. Es wird mit einem Einstaubpinsel oder Zerstäuber, besser mit dem Marabu-Zerstäuber aufgebracht. Dabei ist möglichst wenig Pulver gleichmäßig zu verteilen. Argentorat eignet sich gut für Spuren mit geringer Substanz und für ältere Spuren, weniger gut für frische und/oder feuchte Spuren. Die Beimischung von Eisenpulver oder Kupferpulver bewirkt eine Farbveränderung in bräunlich bzw. rötlich. Bei Benutzung einer schwarzen Klebefolie erscheint die Spur seitenverkehrt, sie muss deshalb fotografisch umkopiert werden.

## Cyanacrylat
Die Dämpfe des Cyanacrylats (farblos) polymerisieren auf dem in den Dampfraum eingebrachten Gegenstand, d. h. sie verbinden sich mit der natürlichen Oberflächenfeuchtigkeit des Spurenträgers und der Restfeuchte der daktyloskopischen Spur. Cyanacrylat eignet sich gut für Kunststoffe aller Art, Metalle, Glanzpapier, feines Leder sowie für glatte, lackierte oder versiegelte Flächen. Es ist ungeeignet für Spurenträger, die nicht beeinträchtigt werden dürfen. Die Anwendung erfolgt in einer Bedampfungskammer. Die Substanz verfügt über eine enorme Klebekraft, ihre Dämpfe führen zu Schleimhautreizungen. Bei dem Verfahren kann ein zündfähiges Luft-Dampf-Gemisch entstehen. Die Spurensicherung erfolgt fotografisch; dazu kann die Spur zusätzlich durch Kontrastmittel angereichert werden (z. B. Manoxol Molybdän oder Gentianaviolett). Ein Folienabzug ist nur bedingt möglich (mit Schwarzfolie). In einer neueren, pulverförmigen Variante von Cyanacrylat sind bereits Fluoreszenzmittel beigefügt. Diese Variante eignet sich besonders für den Einsatz auf weißen oder mehrfarbigen Spurenträgern.

## Essigsäure
Die Oxidation des Spurenträgers durch die Bedampfung mit Essigsäure bewirkt die Herausbildung einer vorhandenen Spur. Sie eignet sich gut für Kupfer, Messing, Aluminium und sonstige Metall-Legierungen. Für die Spurensuche wird Essigsäure in ein (säurefestes) Gefäß gegeben. Der Spurenträger wird dem Essigsäuredampf ausgesetzt. Die Essigsäure-Bedampfung ist ein berührungsfreies und damit spurenschonendes Verfahren. Es erfordert jedoch eine längere Untersuchungszeit, weil die Ausbildung der Oxidation abgewartet werden muss. Die Spurensicherung muss sofort fotografisch erfolgen.

## Fingerspuren auf Klebebändern
- Rußpulver-Spülmittel-Mischung (RSM): In einem Gefäß werden 70 g Wasser, 30 g Spülmittel und 6 g Rußpulver zu einer leicht flüssigen Mischung eingerührt und mit einem feinen Fehhaarpinsel auf die klebrigen Flächen von Klebebändern, Aufkleber oder Etiketten aufgetragen. Das überschüssige Material wird unter fließendem Wasser abgespült.[6]

- Sticky-Side Powder™ (SSP): Sticky-Side Powder™ wird verwendet, um Fingerabdrücke von klebrigen Seiten von Klebebändern und Etiketten zu sichern. Ausgezeichnete Ergebnisse zeigten sich bei Klebeband, Klebeverbänden, plastisch-chirurgischen Bändern, klarem Kunststoffband, Verpackungs-Etiketten, Doppel-Klebeband verstärktem Packband und Kleberändern von 3M™ Post-it-Notes. Schlechte Ergebnisse wurden bei der Verwendung bei schwarzem Isolierband (aufgrund des schlechten Kontrastes), sowie einigen Papieretiketten und Klebebändern und Etiketten mit ausgetrockneten Klebstoffen. Ungefähr gleiche Mengen von Wasser, Photo-Flo 200 und SSP in einem kleinen Glas oder Becher angesetzt, es sollte eine dünne Konsistenz zu malen erreicht werden. Mittels einer kleinen Bürste oder eines Fingerabdruckpinsels wird das flüssige Gemisch auf der Klebeseite des Bandes oder Etikett aufgetragen. Nach einer Einwirkzeit von 10 bis 15 Sekunden erfolgt eine Spülung mit Wasser. Das Band kann unter fließendem Wasser gespült werden, aber die bevorzugte Methode besteht darin, es vorsichtig in einer Schale mit Wasser vorzunehmen. Ist die Lösung zu lange aufgetragen gewesen, wird es schwierig, sie zu entfernen. Eine alternative Methode für die Verarbeitung von Klebebändern und Etiketten, die nicht für den Malprozess eignet sind, ist ein Soakverfahren. SSP wird in einer Schale mit Wasser angesetzt und die Bänder mit der klebrigen Seite nach oben eingelegt. Die schwimmenden Teilchen des Sticky-Side Powder™ legen sich auf dem Band ab. Dieser Vorgang kann einige Zeit dauern, bis sich die latenten Abdrücke entwickeln. Die Sicherung erfolgt durch Fotografie der latenten Abdrücke.[7]

## Flammenruß
Flammenruß eignet sich gut für Spurenträger, die keine Einstaubmittel annehmen, z. B. verchromte oder verzinkte Oberflächen und einige Kunststoffe. Für die Spurensuche werden rußerzeugende Stoffe angezündet (Kienspan, Kampfer, Magnesium, Kerosin, bestimmte Polyesterharze, Petroleum). Der Spurenträger wird in die Rußfahne gehalten, bis die Oberfläche verrußt ist (nicht zu dicht an die Flamme halten). Nach Abkühlung wird der Ruß vorsichtig und spurenschonend mit einer Marabu-Feder entfernt, bis die Spur kontrastreich sichtbar wird. Durchführung: In eine Abdampfschale wird ca. 40 ml Petroleum gegossen, ein Stück Papier leicht zerknüllt hineingelegt und im Abzug entzündet. In einem Abstand von ca. 10 cm wird der Spurenträger über der stark rußende Flamme hin- und herbewegt. Direkter Flammenkontakt oder eine Überhitzung sind zu vermeiden. Nach ca. 5 min erfolgt die Entwicklung der Fingerabdrücke: Durch vorsichtiges Wischen mit einem Wattebausch wird überschüssiger Ruß entfernt. Beobachtung und Auswertung: Fingerabdrücke sind nach der Entfernung des überschüssigen Rußes als schwarzes Linienmuster deutlich sichtbar. Bei der Verbrennung werden Petroleum, Heizöl oder Kerosin nur unvollständig oxidiert. Es entsteht elementarer Kohlenstoff in Form sichtbarer Rußpartikel, die sich auf der gesamten Oberfläche des Spurenträgers niederschlagen. Aufgrund der größeren Adhäsion zu den fettigen Bestandteilen der Fingerabdruckspuren bleibt der Ruß auf den Abdrücken haften und hebt diese in Form eines farblichen Kontrastes deutlich hervor. Die Sicherung der Spur erfolgt im Original (zum Schutz mit Folie abdecken), fotografisch oder durch Folienabzug.

## Fluoreszierende Pulver
Fluoreszierendes Pulver wird vorwiegend im Labor angewendet. Es eignet sich gut für Spurenträger mit störendem Hintergrund (Farben, Muster, z. B. Geldscheine oder Schecks). Das UV-Pulver wird auf den Spurenträger geschüttet. überflüssige Teile werden abgeklopft, danach wird der Spurenträger bei völliger Dunkelheit mit UV-Licht bestrahlt. Die Kontaktbelichtung erfolgt durch spezielles Filmmaterial. Die fluoreszierenden Pulver, beispielsweise Redwop™ und Greenwop™, besitzen eine Lycopodium-Basis und wurden speziell entwickelt, um durch relativ monochromatische Lichtquellen, die blau-grünes Licht aussenden, erregt zu werden. Alle diese Pulver arbeiten sehr gut mit Kupferdampf und Nd:YAG-Lasern. Außerdem können sie erfolgreich mit einfachen ultravioletten Lampen benutzt werden. Es wird empfohlen, zum Auftragen dieser Pulver einen Federpinsel zu verwenden. Der Federpinsel trägt das Pulver in einer dünneren, kontrollierteren Schicht auf als bei Verwendung anderer Typen von Pinseln. Der besondere kohäsive Puffereffekt des Lycopodium-Trägers neigt dazu, das Pulver über die Berge und Täler der strukturierten Oberfläche „fließen“ zu lassen, die ansonsten bei Verwendung herkömmlicher Pulver „angestrichenen“ würden. Jede Farbe der Pulver fluoresziert bei leicht unterschiedlichen Wellenlängen, sodass bei einer problematischen Hintergrund-Fluoreszenz zwei Alternativen geboten werden. Oberflächen wie zum Beispiel genarbte Armaturenbretter, strukturierte Flächen, Holztäfelungen, und ähnliche Flächen eignen sich besonders gut für die Untersuchung mit fluoreszierenden Pulvern. Für Spurenträger, die stark reflektieren oder bereits selbst fluoreszieren, können Sicherungspulver mit Anti-Stokes Pigmenten eingesetzt werden, die bei Bestrahlung mit IR-Licht eine Lichtaussendung im sichtbaren Bereich erzielen. Unter IR-Licht ist damit die behandelte Spur „leuchtend“ sichtbar, während das von der Oberfläche reflektierte IR-Licht vom menschlichen Auge nicht wahrgenommen werden kann.

## Gentianaviolett (Gentian Violett)
Die Mischung wird aus 50 ml Ethanol, 10 g Phenol, 5 g Kristallviolett und destilliertem Wasser zubereitet; sie bewirkt mit einigen Bestandteilen der daktyloskopischen Spur eine chemische Reaktion. Gentianaviolett ist gut geeignet für Klebeflächen (z. B. Klebebänder, Klebefolien, Klebeetikette, Aufkleber, Klebeleisten von Umschlägen, Briefmarken u. ä.) sowie für die Kontrastierung von Spuren auf hellen Spurenträgern nach der Cyanacrylat-Bedampfung. Der Spurenträger wird in die Lösung eingetaucht oder mit einem Pinsel befeuchtet oder mit dem Sprühgerät besprüht. Der jeweils behandelte Bereich wird sofort unter fließendem kaltem Wasser abgespült. Die Spurensicherung erfolgt im Original oder fotografisch.

## Indandion
1,2-Indandion wird zur Entwicklung fluoreszierender Fingerabdrücke auf porösen Materialien, wie Papier, angewendet. Die Verbindung reagiert mit Aminosäureresten, um hochgradig fluoreszierende Fingerabdruckbilder zu erzeugen. Das Reagens wird als Lösung mit Ethansäure und Essigsäureethylester auf die Spurenträger aufgetragen, die behandelten Gegenstände werden bei Umgebungstemperatur von 100 Grad Celsius erwärmt und im Dunkeln gelagert. Die Fingerabdrücke werden unter Verwendung von Forensischem Licht mit digitalen Abbildungen aufgezeichnet. Photolyse der fluoreszierenden Fingerabdrücke wurde beobachtet. Die Speicherung im Dunkeln verringert den Abbau und verlängert die Lebensdauer der Fingerabdrücke, während andere chemische Methoden zur Stabilisierung der Fingerabdrücke sich nicht als erfolgreich erwiesen.

## Iod
- Iodpulver:  Bei Iodpulver handelt es sich um pulverisierte Iodkristalle ohne Zusätze, das eine Braunfärbung der Spur in unterschiedlicher Stärke bewirkt. Kristallines Iod geht bereits bei Zimmertemperatur in einen gasförmigen Zustand über. Die entstehenden Iod-Dämpfe lagern an den Fettsubstanzen der Fingerspur an und machen die Papillarlinien in bräunlicher Farbe sichtbar. Es stellt eine starke Korrosionsgefahr für andere metallene Geräte dar und darf daher nur in gasdichten Gefäßen aufbewahrt werden. Die Bedampfung erfolgt in einem geschlossenen Glasgefäß (Iodiergerät), sie kann durch Erwärmung des Gefäßbodens beschleunigt werden. Iodpulver eignet sich gut für Papier, Dokumente und Spurenträger, die nicht beeinträchtigt werden dürfen, sowie für die verdeckte (geheime) Spurensuche. Für Spurenträger mit rotbrauner Oberfläche ist es nicht geeignet. Das Iodpulver wird auf den Spurenträger gestreut und evtl. mit einem feinen Pinsel verteilt. Wenn die Spur gut entwickelt ist oder der Spurenträger sich verfärbt, wird der Vorgang abgebrochen und das überflüssige Pulver entfernt. Die Sicherung erfolgt fotografisch oder durch Fixierung der Spur auf dem Spurenträger. Für eine Kurzzeitfixierung kann der Spurenträger zwischen zwei Glasscheiben gelegt werden (an den Rändern abkleben). Die gleiche Wirkung wird durch Beimengung von Kartoffel- oder Reisstärke erreicht. Eine Langzeitfixierung kann durch Aufkleben einer transparenten Folie auf Vor- und Rückseite erreicht werden, desgleichen durch eine stärkehaltige Folie. Es ist ungeeignet für Kunstdruckpapier, Hochglanzpapier und Spurenträger mit rotbrauner Oberfläche. Die anschließende Anwendung von Ninhydrin, Silbernitrat und des Adhäsionsverfahrens ist möglich.[12]

- Iod – Eisenoxid (Iod Caput mortuum): Die Mischung besteht aus einem Teil Iodpulver und fünf Teilen Eisen(III)-oxid (Caput mortuum). Sie eignet sich gut für Papier sowie für Spuren, die auf Dauer fixiert werden sollen. Für ferromagnetische Flächen ist die Mischung nicht geeignet, bei magnetischen Bild-, Ton- und Datenträgern darf sie nicht angewendet werden. Die Anwendung erfolgt in gleicher Weise wie bei Iod-Pulver. Die Beimischung von Caput mortuum führt zu einer rötlichen bis rötlich-braunen Einfärbung und bewirkt eine zuverlässige Langzeitfixierung. Ninhydrin und Silbernitrat können danach nicht mehr angewendet werden.[13]

- Iod – Kartoffelstärke: Die Mischung besteht aus einem Teil Iodpulver und zehn Teilen Kartoffelstärke. Sie ist gut geeignet für Papier, Dokumente und Spurenträger, die nicht beeinträchtigt werden dürfen. Die Anwendung erfolgt in gleicher Weise wie bei Iodpulver. Die Bei-mischung der Kartoffelstärke bewirkt, dass die Spur kurzzeitig (ca. eine Woche) fixiert wird und sich danach zurückbildet. Ninhydrin und Silbernitrat sind danach noch anwendbar.[5]

- Iod – Reisstärke: Die Mischung besteht aus Iodpulver (ein Teil) und Reisstärke (zehn Teile). Sie ist gut geeignet für Papier, Dokumente und Spurenträger, die nicht beeinträchtigt werden dürfen. Die Anwendung erfolgt in gleicher Weise wie bei Iodpulver. Die Beimischung der Reisstärke führt zu einer Schwarzfärbung der Iodspur und bewirkt, dass die Spur kurzzeitig (ca. 1 Woche) fixiert wird und sich danach zurückbildet. Ninhydrin und Silbernitrat sind danach noch anwendbar.

- Iod – Silber: Das Iod-Silber-Verfahren ist eine Möglichkeit der daktyloskopischen Spurensuche auf menschlicher Haut. Der Spurenträger wird mit Iod bedampft, anschließend wird eine Silberplatte auf die Haut gedrückt. Das Spurenbild entwickelt sich als Silberiodid auf dieser Platte, verflüchtigt sich aber rasch wieder und muss deshalb sofort fotografisch gesichert werden.[14]

- 1,5-Iod-7,8-Benzoflavon: Die Lösung eignet sich gut für frische Spuren auf glatten Flächen, für Neobondpapier und für glattes, unbehandeltes Holz. Sie wird (unter einem Abzug oder im Freien) auf den Spurenträger gesprüht. Vorhandene Spuren werden sofort sichtbar und sind verwischfest fixiert. Die Sicherung erfolgt im Original oder fotografisch. Einige Bestandteile der Lösung sind gesundheitsschädlich und brennbar.[15]

## Lycopodium
Lycopodium besteht aus Bärlappsporen. Es ist gut geeignet für Spuren mit geringer Substanz (z. B. auf brünierten Waffen) und für ältere Spuren. Die Sicherung der Spur erfolgt in gleicher Weise wie bei Rußpulver. Dabei ist darauf zu achten, dass möglichst wenig Pulver aufgetragen wird.
- Argentorat – Lycopodium: Die Mischung besteht aus einem Teil Argentorat und fünfzehn bis zwanzig Teilen Lycopodium. Sie ist gut geeignet für Spuren mit geringer Substanz und für ältere Spuren. Die Beimischung von Lycopodium bewirkt einen gewissen „Trocknungs-Effekt“. Die Substanz erscheint trockener mit geringerer Gefahr des Verschmierens, besitzt aber trotzdem eine gute Haftfähigkeit. Die Sicherung der Spur erfolgt in gleicher Weise wie bei Lycopodium.[16]

## Magnetpulver (Magna-Brush)
Magna-Brush-Pulver besteht aus Eisen bzw. Nickel und ist in unterschiedlichen Farbmischungen erhältlich: tiefschwarz, schwarz, grau und silber. Dadurch ist es möglich, das Sicherungsverfahren der Farbe des Untergrundes anzupassen. Das Pulver haftet pinselartig an einem Magnetstab und kann vorsichtig auf den Spurenträger durch gleichmäßiges Hin- und Herwischen verteilt werden. Nur die vom Magnetstab gehaltenen Pulverpartikel dürfen mit der zu behandelnden Fläche in Berührung gebracht werden. Überschüssiges Pulver wird mit dem geleerten Magnetstab entfernt. Das Magna-Brush-Pulver ist grobkörniger als Rußpulver(mischungen); dadurch besteht die Gefahr einer mechanischen Beeinträchtigung der Spur. Es ist gut geeignet für raue und poröse Oberflächen; für sehr glatte und ferromagnetische Flächen ist es nicht geeignet. Bei magnetischen Bild-, Ton- und Datenträgern darf es nicht angewendet werden. Bei Verwendung von Magnetpulver mit Nickelbestandteilen ist eine Gesundheitsgefährdung nicht auszuschließen. Die Sicherung der Spur erfolgt in gleicher Weise wie bei Rußpulver.

## Malachitgrün
Malachitgrün bewirkt eine chemische Reaktion (Grünfärbung) mit Bestandteilen von Blut oder Blutwasser, das als daktyloskopische Spur auf einen Spurenträger übertragen wurde. Sie ist geeignet für Spuren, die durch Übertragung von Blut oder Blutwasser entstanden sind (das Verfahren ist jedoch nicht zuverlässig). Die Lösung ist gesundheitsschädlich und darf daher nur unter einem Abzug und/oder mit Vollmaske verarbeitet werden. Die Spurensicherung erfolgt im Kontaktbefeuchtungsverfahren: Die Rückseite einer Spurenkarte wird stark mit der Lösung angefeuchtet und anschließend mit dem Handballen auf den Spurenträger gedrückt. Beim Abnehmen ist darauf zu achten, dass mitgerissene Blutsubstanzen sofort entfernt werden. Bei der anschließenden Fotografie des Abdrucks auf der Spurenkarte erscheint die Spur seitenverkehrt (auf dem Spurenträger seitenrichtig). Malachitgrün lässt sich auch zur Kontraststeigerung einer mit Einstaubmitteln behandelten und mit Klebefolie abgezogenen blutbehafteten Spur verwenden (Rückseite befeuchten, Farbreaktion abwarten). Da die Lösung auch auf Eisen reagiert, können eisenhaltige Einstaubmittel ebenfalls Farbreaktionen erzeugen.

## Mangandioxidpulver
Mangan(IV)-oxid (auch Mangandioxid oder Braunstein) wird industriell hergestellt und ist von dunkelgrauer Farbe. Die Staubentwicklung ist geringer als bei den Rußpulvermischungen. Das Pulver eignet sich gut für metallene Spurenträger (wenn Magna-Brush nicht anwendbar ist). Das Mangandioxidpulver kann auch als Mischung mit Rußpulver im Verhältnis drei zu eins verwendet werden. Die Sichtbarmachung und Sicherung der Spur erfolgt in gleicher Weise wie beim Rußpulver.

## Manoxol-Molybdän
Die Moleküle der Manoxol-Molybdän-Mischung lagern sich aufgrund ihrer hohen Affinität (Bestreben, sich miteinander zu verbinden) zu einigen Stoffen an den Bestandteilen der daktyloskopischen Spur an und färbt sie grau bis dunkelgrau. Das Verfahren eignet sich gut für nasse oder feuchte Spuren sowie für helle und glatte Oberflächen. Es ist ungeeignet für Textilien. Der Spurenträger wird gleichmäßig in der Mischung geschwenkt oder umgekehrt die Mischung in Bewegung gehalten (Umwälzpumpe), bis die Spur sichtbar wird. Er kann auch besprüht werden (Atemschutz verwenden) oder mit der Mischung übergossen werden. Die Spurensicherung erfolgt fotografisch, nach Trocknung zusätzlich durch Folienabzug. Das Manoxol-Molybdän-Verfahren ist spurenschonend, führt aber zu einer erheblichen Verunreinigung des Spurenträgers. Es kann auch nach der Cyanacrylat-Bedampfung zur Kontraststeigerung verwendet werden. Eine ähnliche Mischung ist als „Aquaprint“ auf dem Markt.

## Ninhydrin
- Ninhydrin:  In 100 ml Ethanol wird 2 g Ninhydrin gelöst. Die Lösung wird mit ca. 0,5 g einer 20%igen Essigsäure angesäuert und dann mit einem Sprühgerät auf den Fingerabdruck gesprüht. Zur Entwicklung des Abdrucks wird er einige Minuten über Wasserdampf gehalten. Ninhydrin reagiert mit den Aminosäuren und Eiweißen im Schweiß und bildet eine violette Verbindung von komplexem Aufbau.[21]

- N.F.N. (Non Flammable Ninhydrin): Die Non Flammable Ninhydrin-Lösung bewirkt eine chemische Reaktion mit einigen Substanzen der daktyloskopischen Spur. Sie eignet sich gut für Schreibpapier, Zeitungen und Pappe; für Kunstdruck-, Hochglanz- und Fotopapier ist sie ungeeignet. Der Spurenträger wird in die Lösung eingetaucht (die Dauer richtet sich nach der Materialstärke) oder mit einem Wattebausch befeuchtet. Nach Trocknung an der Luft wird er im Dunkeln gelagert. Die Entwicklung der Spuren dauert 30 Minuten bis 72 Stunden; in dringenden Fällen kann sie durch Hitzezufuhr beschleunigt werden. Mit Ninhydrin behandelte Spurenträger sind sofort in eine luftdichte Plastikhülle zu stecken, weil eine erneute Berührung zu weiteren Spuren führen würde; außerdem können sich gesundheitsschädliche Dämpfe oder Stäube entwickeln. Die Spurensicherung erfolgt durch Fotografie.[22]

- N.P.B. (Ninhydrin-Petroleumbenzin): Die Lösung bewirkt eine chemische Reaktion mit einigen Bestandteilen der daktyloskopischen Spur. Die gesundheitsschädlichen Anteile von N.F.N. (Trichlortrifluorethan und Essigsäure) sind durch Petroleumbenzin ersetzt, das entstehende Dampfgemisch ist dafür aber explosionsgefährlich. Elektroanlagen und -geräte im Arbeitsraum müssen ex-geschützt sein. N.P.B. eignet sich gut für Schreibpapier, Zeitungen und Pappe; bei Kunstdruckpapier, Hochglanzpapier und Fotopapier kann es dagegen nicht verwendet werden. Die Verarbeitung erfolgt in gleicher Weise wie bei N.F.N.[22]

- Tetra-N.P.B. (Tetra Ninhydrin-Petroleumbenzin): Die Lösung bewirkt eine chemische Reaktion mit einigen Bestandteilen der daktyloskopischen Spur. Sie ist gut geeignet für latente Spuren, die durch Blut oder Blutwasser entstanden sind (die Blutspurenuntersuchung wird durch das Verfahren nicht beeinträchtigt). Die Mischung wird in ein Gefäß gegeben, bis sich zwei Schichten gebildet haben. Die obere, helle Flüssigkeit wird abgegossen (muss entsorgt werden), die untere, braune Flüssigkeit wird in das Sprühgerät gefüllt. Die Spurensicherung erfolgt im Original (mit Spurenträger) oder fotografisch.[23]

- Ninhydrin – Aceton: Die Lösung bewirkt eine chemische Reaktion mit einigen Bestandteilen der daktyloskopischen Spur. Sie ist gut geeignet für Schreibpapier, Zeitungen und Pappe; für Kunstdruck-, Hochglanz- und Fotopapier kann sie nicht verwendet werden. Aceton löst fast alle Schrifteinfärbungsmittel, Stempelaufdrucke usw. auf. Das Verfahren darf daher nur angewendet werden, wenn auf die Untersuchung dieser Spurenarten verzichtet werden kann. Die Spurensuche erfolgt in gleicher Weise wie bei N.F.N.[22]

- Onprint:  Bei Onprint (Spray) handelt es sich um ein Industrieerzeugnis, das ähnliche Stoffe wie N.F.N. enthält. Es ist gut geeignet für Schreibpapier, Zeitungen und Pappe; bei Kunstdruckpapier, Hochglanzpapier und Fotopapier kann es nicht verwendet werden. Der Spurenträger wird aus 30 cm Entfernung besprüht und an der Luft getrocknet. Bei Lagerung im Dunkeln entwickeln sich die Spuren selbständig in einer Zeit von ca. 30 Minuten bis zu 72 Stunden.[22]

## Silbernitrat
Silbernitrat-Lösung eignet sich gut für die Spurensuche auf saugenden Untergründen, bei Gebrauchspapier; bei Kunstdruck-, Hochglanz- und Fotopapier ist sie nicht geeignet. Die Spurensuche erfolgt in einem abgedunkelten Raum. Bei der Behandlung des Spurenträgers muss ggf. das Schriftbild ausgespart werden. Der Spurenträger wird in die Lösung eingetaucht, besprüht oder betupft und anschließend getrocknet (dunkel, möglichst zwischen zwei Löschpapierlagen, besser im Trockenschrank). Ein Gramm Silbernitrat (auch Höllenstein, lateinisch: Lapis infernalis) werden in 50 ml Methanol gelöst und mittels eines Zerstäubers durch leichtes Besprühen auf den zu untersuchenden Spurenträger Papier aufgetragen. Dies erfolgt am Abzug und mit Handschuhen. Nach der Trocknung mit einem Haartrockner wird das Papier mit UV-Licht (366 nm für ca. 2–3 Minuten) bestrahlt, bis sich vorhandene Fingerabdrücke deutlich sichtbar entwickelt haben. Die Fingerabdrücke werden als violettes, manchmal grau-schwarzes Linienmuster sichtbar. Zunächst reagieren Silberionen aus der aufgesprühten Lösung mit Chlorionen, die an menschlichen Schweiß und damit am Fingerabdruck enthalten sind. Es bildet sich das schwerlösliche Silberhalogenid AgCl. Dieses zersetzt sich unter Lichteinwirkung zu dein freien Halogen und elementarem Silber. Die Silbernitratlösung kann verschlossen aufbewahrt werden. Alternativ lässt man Reste der Lösung offen im Abzug stehen und entsorgt das zurückbleibende Silbernitrat als festen Chemikalienabfall. Mit der Zeit verfärbt sich der ganze Spurenträger violett bis grau-schwarz.

## Trockenkopiertoner
Trockenkopie-Toner ist ein feinst pulverisiertes Einfärbemittel für Elektro-Trocken-Kopiergeräte. Es wird in gleicher Weise verwendet wie Rußpulver. Der Trockenkopie-Toner kann durch Erhitzung auf dem Spurenträger fixiert werden. Dazu wird entweder eine starke Lichtquelle (wie im Kopiergerät) oder eine offene Flamme (vorsichtig) verwendet. Bei der Sicherung mit dem Spurenträger muss die sichtbar gemachte Spur durch eine Folie geschützt werden.

## Besondere Verfahren

### Hochvakuum-Metall-Bedampfung
Bei der Hochvakuum-Metallbedampfung wird durch einen zweistufigen Beschichtungsprozess eine vorhandene Spur auf einem Gegenstand sichtbar gemacht. Typisch ist eine Beschichtung mit Gold und Zink, je nach Eigenschaften und Farbe des Untergrundes können auch andere Materialien zum Einsatz kommen (Kupfer, Aluminium, Zinn, Silber, Cadmium). Das Verfahren erfordert einen hohen technischen Aufwand und ist kostenintensiv; es wird daher in Ausnahmefällen in Betracht gezogen werden.

### Laser
Die Spur kann mittels Laserlicht schonend und berührungsfrei erfasst werden. Störende Untergründe, z. B. Farben oder Muster, werden eliminiert. Im Gegensatz zu den traditionellen Festkörperlasern bietet die OPSL(optically pumped semiconductor laser) -Technologie die Möglichkeit, Laser bei jeder beliebigen Farbe im sichtbaren Spektralbereich zur Verfügung zu stellen. Damit wurde die Tür geöffnet, auch andere Wellenlängen auf ihre Wirksamkeit in der Kriminaltechnik, vor allem in der Visualisierung verborgener Fingerabdrücke, zu testen. Das Ergebnis dieser neuen Möglichkeiten sind die kommerziell erhältlichen Laser mit einer Wellenlänge von 577 nm (gelb - Coherent TracER-Serie) und im tiefblauen Spektralbereich (460 nm).

### Röntgenverfahren
Die mit feinstem Bleipuder bestreute Spur wird einer Röntgenstrahlung ausgesetzt. Das Bild kann auf einem Röntgenschirm betrachtet oder mit einem Spezialfilm fixiert werden. Auch hier ist ein hoher technischer Aufwand erforderlich. Das Verfahren ist geeignet für Spurenträger mit störendem Untergrund (Farben, Muster), mit stark gekrümmten Flächen, für unzugängliche Stellen (z. B. Innenseite von Gefäßen oder Rohren) und für Spuren auf menschlicher Haut.

### Stereomikroskopie
Die Stereomikroskopie erlaubt wegen des räumlichen Eindrucks eine bessere Auswertbarkeit der Spuren, insbesondere von Originalspuren auf dem Spurenträger. Für die Spurensuche ist dieses Verfahren wegen des eingeengten Suchfeldes kaum geeignet. Die Sicherung erfolgt fotografisch mit Hilfe eines Mikroskop-Adapters. In der Stereomikroskopie wird viel Licht auf engstem Raum benötigt. Trotzdem darf sich das Objekt nicht durch Wärmeeinfluss verändern. Kaltlichtquellen garantieren eine intensive Beleuchtung mit „kaltem“, also infrarotfreiem Licht. Dieses sichtbare Licht wird über Glasfaser-Lichtleiter hoher Qualität direkt zum Objekt übertragen.